# Bergelmir (satèl·lit)
Bergelmir, també conegut com a Saturn XXXVIII (designació provisional S/2004 S 15), és un satèl·lit natural de Saturn. La seva descoberta fou anunciada per Scott S. Sheppard, David C. Jewitt, Jan Kleyna i Brian G. Marsden el 4 de maig del 2005 a partir d'observacions fetes entre el 12 de desembre del 2004 i el 9 de març del 2005.
Bergelmir té uns 6 quilòmetres de diàmetre i orbita Saturn a una distància mitjana de 19.372 Mm en 1006,659 dies, amb una inclinació de 157° respecte a l'eclíptica (134° respecte a l'equador de Saturn), en direcció retrògrada i amb una excentricitat orbital de 0,152.
Va ser anomenat l'abril del 2007 en honor de Bergelmir, un jötun (gegant) de la mitologia nòrdica, net d'Ymir.